# Suport de laboratori

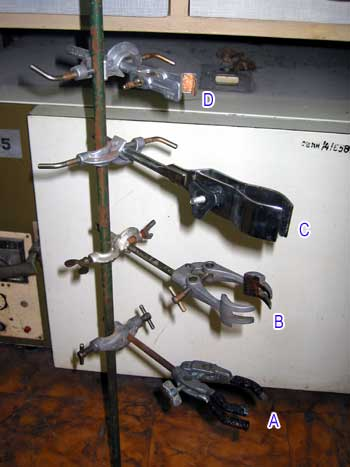
Diferents tipus de suports de laboratori

Un suport de laboratori, suport universal o peu universal és una peça de l'equipament de laboratori on se subjecten les pinces de laboratori, mitjançant dobles nous. Serveix per subjectar tubs d'assaig, buretes, embuts de filtració, embuts de decantació, etc. També s'empra per muntar aparells de destil·lació i altres equips similars més complexos.

## Estructura
Està format per dos elements, generalment metàl·lics:
Nous de laboratori acoblables al suport universal de laboratori, en angle recte.
- Una base o peu horitzontal, construït de ferro colat, relativament pesat i generalment en forma de rectangle, sota el qual posseeix uns petits peus de suport. També són possibles altres dissenys de la base, com a forma d'H, d'A, de mitja lluna o de trípode.
- Una vareta cilíndrica vertical, insereix prop del centre d'un dels costats de la base, que serveix per subjectar altres elements com a pinça.

## Ús
S'empra per subjectar elements únics (embuts, matrassos, buretes), en general de poc pes per evitar la pèrdua d'estabilitat. També es poden acoblar diversos suports a un muntatge més complex i pesat com un aparell de destil·lació, però si el muntatge es complica és preferible l'ús d'una armadura subjecta a la paret o fixada a un altre element estructural del laboratori.